# 유완희
유완희(柳完熙, 1901년 11월 25일 ∼ 1964년 2월 17일)는 대한민국의 시인이다.

## 생애
1901년 11월 25일에 경기도 용인군 내사면 송문리에서 태어났다. 1920∼1930년대 프로문학의 이념과 유사하면서도 차이를 보이는 시를 쓴 식민지 지식인의 한 사람이다. 유학수와 이점순의 사이에서 2남 1녀 중 장남으로 출생했고, 본관은 전주이며, 호는 적구(赤駒), 송은(松隱), 유주(柳州)다. 
1920년 3월 관립 경기고등보통학교를, 그리고 1923년 3월 경성 법학전문학교 본과를 1회로 졸업했다. 중학 시절부터 문학 작품을 읽고 작가의 꿈을 키웠으나, 가정 형편으로 인해 일본 유학을 하지는 못했다. 1923년 4월에 ≪경성일보≫ 편집부 겸 학예부 기자 생활을 시작했고, 퇴사 후 ≪동아일보≫, ≪시대일보≫, ≪중외일보≫, ≪조선일보≫, ≪조선중앙일보≫ 기자로 활동했다. 아울러 1925년에는 경성여자미술학원과 조선문학원 등에서 철학, 예술론, 문장론 등을 강의했고, 평북 강계에서 기문사의 총지배인으로 있었다.
해방 이후 1948년에는 문통부에서 촉탁 일을 봤다가, 용인으로 내려가 교편을 잡기도 했다. 그 후 1955년 12월부터 이듬해 8월까지 서울신문사 편집국장을, 그리고 1956년 9월부터 1960년까지 ≪세계일보≫ 논설위원을 역임했다.
그는 1920년대 중반부터 1930년대 후반까지 신문 ≪시대일보≫와 ≪조선일보≫, 잡지 ≪조선지광≫, ≪조광≫, ≪개벽≫, ≪조선문단≫, ≪별건곤≫ 등에 시와 평론과 소설을 발표하거나, 세계 각국의 프로시를 번역·소개했다. 그의 시집 ≪태양과 지구≫가 있다고 하나, 소실된 듯해 확인되지 않는다. 
1964년 2월 17일에 간암으로 타계하였다.